# Italské ozbrojené síly
Italské ozbrojené síly (italsky Forze armate italiane) jsou ozbrojené síly Itálie. Skládají se z armády, letectva, námořnictva a karabiniérského sboru. Jejich vrchním velitelem je prezident Itálie, který je současně předsedou Nejvyšší rady obrany.
V roce 2019 byl počet příslušníků italské armády, námořnictva a letectva 165 500 osob ve srovnání s 230 050 na konci 90. let 20. století.
Ozbrojené síly Itálie používají jak zbraně vyráběné domácím zbrojním průmyslem, tak dovážené, zejména z ostatních členských zemí EU a NATO. Země se například podílí na mezinárodním programu výroby víceúčelového bojového letounu páté generace F-35 Lightning II.

## Složení
Politickou a administrativní kontrolu a řízení ozbrojených sil Itálie vykonává ministerstvo obrany. V čele organizační struktury ozbrojených sil stojí Hlavní obranný štáb (italsky Stato maggiore della difesa), jehož náčelníkovi jsou podřízeny jednotlivé složky. 

### Armáda
Italská armáda (italsky Esercito Italiano) jsou pozemní síly, představující početně druhou nejsilnější složku ozbrojených sil. Vznikla na základě armády Sardinského království po sjednocení Itálie v roce 1861 pod názvem Italská královská armáda (Regio Esercito) jako složka ozbrojených sil nově vzniklého Italského království.
Armáda disponuje i vlastními podpůrnými vzdušnými jednotkami, známými jako Aviazione dell'Esercito.

### Letectvo
Vojenské letectvo (italsky Aeronautica Militare) představuje vzdušné síly země. Jako nezávislá složka ozbrojených sil původně vzniklo roku 1923 pod názvem Italské královské letectvo (Regia Aeronautica).

### Námořnictvo
Vojenské námořnictvo (italsky Marina Militare) je námořní složkou ozbrojených sil. Původně vzniklo po sjednocení země v roce 1861 pod názvem Italské královské námořnictvo (Regia Marina) na základě loďstev Sardinie a Obojí Sicílie.
Součástí námořnictva jsou i pobřežní stráž (italsky Corpo delle Capitanerie di porto – Guardia costiera), jednotky námořního letectva  Aviazione Navale a námořní pěchota, zejména brigáda „San Marco“.

### Karabiniéři
Karabiniérský sbor (italsky Arma dei Carabinieri) je italské četnictvo, jehož některé útvary plní roli vojenské policie. Formace původně vznikla pod názvem Corpo dei Reali Carabinieri (Sbor královských karabiniérů) v roce 1814 jako armádní útvar střežící bezpečí a pořádek ve venkovských oblastech Sardinského království, a po sjednocení Itálie se jeho působnost rozšířila na území celého nově vzniklého státu. V roce 2000 se sbor stal na armádě nezávislou složkou ozbrojených sil Itálie a formálně představuje jejich nejpočetnější součást. Ve své civilní policejní funkci, kterou vykonává v malých městech a na venkově, je administrativně podřízen ministerstvu vnitra, ministerstvu obrany podléhá jen v oblasti úkolů vojenské povahy.